# Davy-Medaille
Die Davy-Medaille ist die höchste britische Auszeichnung für Wissenschaftler auf dem Gebiet der Chemie. Sie besteht aus Bronze und wird seit 1877 jährlich von der Royal Society vergeben. Benannt ist die Medaille nach dem britischen Chemiker und Physiker Humphry Davy. 

## Verleihungsbestimmungen
Die Nominierung startet für gewöhnlich im November des Vorjahres und die Verleihung findet im August jeden Jahres statt. Die Davy-Medaille steht Bürgern des Vereinigten Königreichs, des Commonwealth, der Republik Irland oder Personen offen, die seit drei oder mehr Jahren dort ansässig sind. Es gibt keine Beschränkungen hinsichtlich der Karrierestufe bzw. der akademischen Ausbildung. Nominierungen behalten über drei Nominierungszyklen ihre Gültigkeit. Die Davy-Medaille ist derzeit (Stand: Oktober 2023) mit 2000 Pfund Sterling dotiert.

## Liste der Preisträger
- 1877: Robert Wilhelm Bunsen und Gustav Robert Kirchhoff
- 1878: Louis Paul Cailletet und Raoul Pictet
- 1879: Paul Émile Lecoq de Boisbaudran
- 1880: Charles Friedel
- 1881: Adolf von Baeyer
- 1882: Dmitri Iwanowitsch Mendelejew und Lothar Meyer
- 1883: Marcelin Berthelot und Julius Thomsen
- 1884: Hermann Kolbe
- 1885: Jean Servais Stas
- 1886: Jean Charles Galissard de Marignac
- 1887: John Alexander Reina Newlands
- 1888: William Crookes
- 1889: William Henry Perkin
- 1890: Emil Fischer
- 1891: Victor Meyer
- 1892: François Marie Raoult
- 1893: Jacobus Henricus van ’t Hoff und Joseph Le Bel
- 1894: Per Teodor Cleve
- 1895: William Ramsay
- 1896: Henri Moissan
- 1897: John Hall Gladstone
- 1898: Johannes Wislicenus
- 1899: Edward Schunck
- 1900: Guglielmo Koerner
- 1901: George Downing Liveing
- 1902: Svante Arrhenius
- 1903: Pierre Curie und Marie Curie
- 1904: William Henry Perkin
- 1905: Albert Ladenburg
- 1906: Rudolph Fittig
- 1907: Edward W. Morley
- 1908: William A. Tilden
- 1909: James Dewar
- 1910: Theodore William Richards
- 1911: Henry Edward Armstrong
- 1912: Otto Wallach
- 1913: Raphael Meldola
- 1914: William Jackson Pope
- 1915: Paul Sabatier
- 1916: Henry Le Chatelier
- 1917: Albin Haller
- 1918: Frederic Stanley Kipping
- 1919: Percy F. Frankland
- 1920: Charles Heycock
- 1921: Philippe A. Guye
- 1922: Jocelyn Field Thorpe
- 1923: Herbert Brereton Baker
- 1924: Arthur George Perkin
- 1925: James Irvine
- 1926: James Walker
- 1927: Arthur Amos Noyes
- 1928: Frederick George Donnan
- 1929: Gilbert Newton Lewis
- 1930: Robert Robinson
- 1931: Arthur Lapworth
- 1932: Richard Willstätter
- 1933: William Hobson Mills
- 1934: Walter Norman Haworth
- 1935: Arthur Harden
- 1936: William Arthur Bone
- 1937: Hans Fischer
- 1938: George Barger
- 1939: James William McBain
- 1940: Harold C. Urey
- 1941: Henry Drysdale Dakin
- 1942: Cyril Norman Hinshelwood
- 1943: Ian Heilbron
- 1944: Robert Robertson
- 1945: Roger Adams
- 1946: Christopher Kelk Ingold
- 1947: Linus Pauling
- 1948: Edmund Hirst
- 1949: Alexander Robertus Todd
- 1950: John Simonsen
- 1951: Eric Rideal
- 1952: Alexander Robertson
- 1953: John Lennard-Jones
- 1954: James Wilfred Cook
- 1955: Harry Work Melville
- 1956: Robert Downs Haworth
- 1957: Kathleen Lonsdale
- 1958: Ronald George Wreyford Norrish
- 1959: Robert B. Woodward
- 1960: John Monteath Robertson
- 1961: Derek H. R. Barton
- 1962: Harry Julius Emeléus
- 1963: Edmund John Bowen
- 1964: Melvin Calvin
- 1965: Harold Warris Thompson
- 1966: Ewart Jones
- 1967: Vladimir Prelog
- 1968: John W. Cornforth und George Joseph Popják
- 1969: Frederick Sydney Dainton
- 1970: Charles Coulson
- 1971: George Porter
- 1972: Arthur Birch
- 1973: John Stuart Anderson
- 1974: James Baddiley
- 1975: Morris Sugden
- 1976: Rex Edward Richards
- 1977: Alan Battersby
- 1978: Albert Eschenmoser
- 1979: Joseph Chatt
- 1980: Alan Woodworth Johnson
- 1981: Ralph Raphael
- 1982: Michael Dewar
- 1983: Duilio Arigoni
- 1984: Samuel Edwards
- 1985: Jack Lewis
- 1986: Alexander George Ogston
- 1987: Alec John Jeffreys
- 1988: John Anthony Pople
- 1989: F. Gordon A. Stone
- 1990: Keith U. Ingold
- 1991: Jeremy R. Knowles
- 1992: Alan Carrington
- 1993: Jack Baldwin
- 1994: John Meurig Thomas
- 1995: M. L. H. Green
- 1996: Geoffrey Wilkinson
- 1997: Jean-Marie Lehn
- 1998: Alan Fersht
- 1999: Malcolm Harold Chisholm
- 2000: Steven Ley
- 2001: A. Ian Scott
- 2002: Neil Bartlett
- 2003: Roger Parsons
- 2004: Takeshi Oka
- 2005: Chris Dobson
- 2006: Martin Pope
- 2007: John Simons
- 2008: Fraser Stoddart
- 2009: Jeremy Sanders
- 2010: Carol V. Robinson
- 2011: Ahmed Zewail
- 2012: Fraser Armstrong
- 2013: Graham Hutchings
- 2014: Clare Grey
- 2015: Gideon Davies
- 2016: Stephen Mann
- 2017: Matthew Rosseinsky
- 2018: John A. Pyle
- 2019: Varinder Aggarwal
- 2020: Benjamin Davis
- 2021: Malcolm Levitt
- 2022: Peter Sadler
- 2023: Margaret Brimble
- 2024: Véronique Gouverneur